# Libertad (Uruguay)

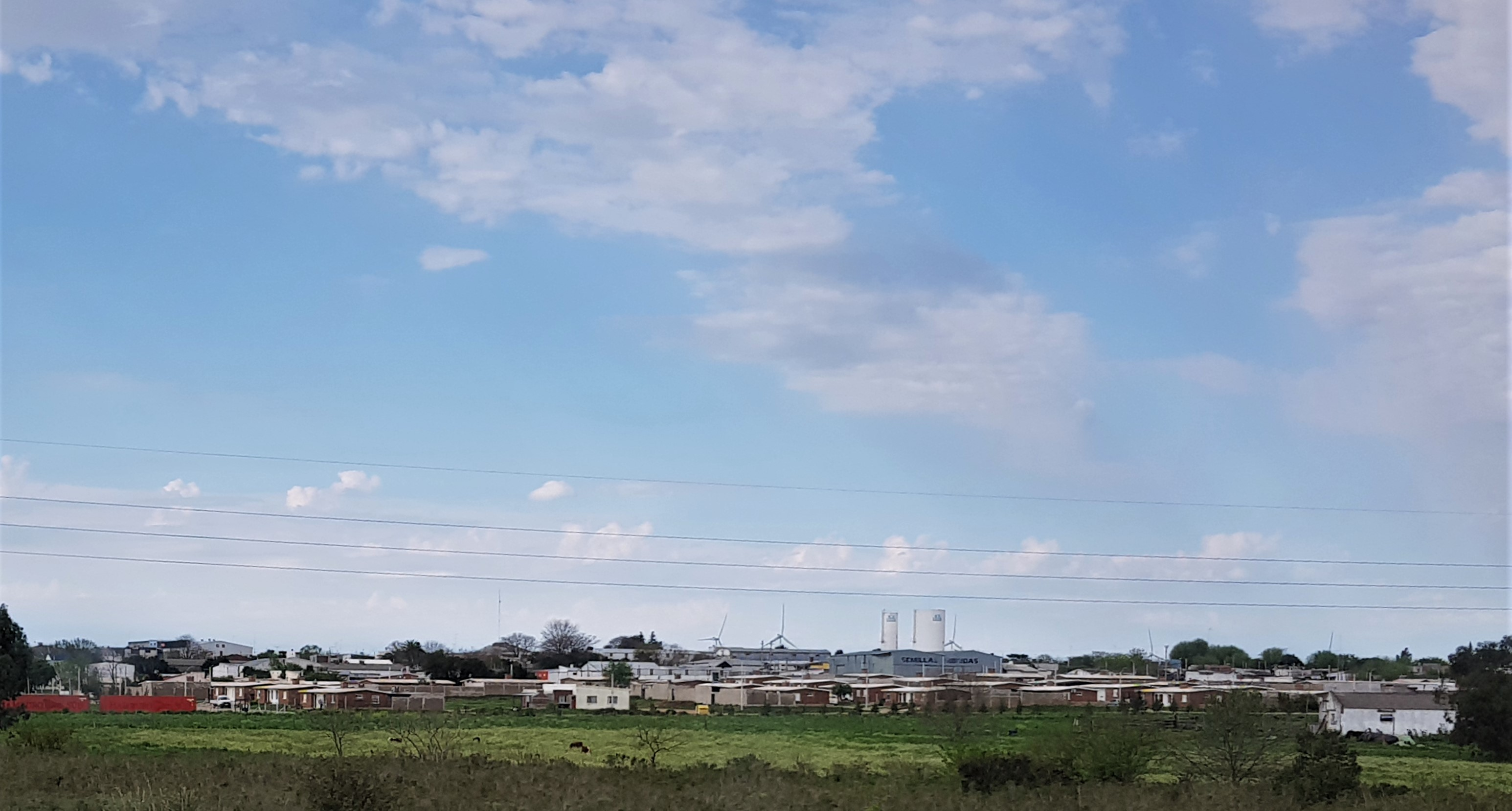
Libertad (2018)

Libertad ist eine Stadt in Uruguay.

## Geographie
Libertad befindet sich auf dem Gebiet des Departamento San José in dessen Sektor 6 in der Cuchilla Mangrullo. Ansiedlungen in der Nähe sind im Nordwesten Puntas de Valdéz und Barrio Cololó-Timosa, in einigen Kilometern südwestlicher Entfernung der Río-de-la-Plata-Küstenort Kiyú-Ordeig und im Südosten Cerámicas del Sur und Playa Pascal. Am nordwestlichen Stadtrand von Libertad entspringt der Arroyo Valdéz Chico, ein rechtsseitiger Nebenfluss des Arroyo Valdéz.

## Infrastruktur
Durch Libertad führt die Ruta 1 auf die am Stadtrand die Ruta 45 trifft.

## Einwohner
Die Einwohnerzahl von Libertad beträgt 10.166 (Stand: 2011), davon 4.856 männliche und 5.310 weibliche.
| Jahr | Einwohner |
| ---- | --------- |
| 1963 | 5.078     |
| 1975 | 6.107     |
| 1985 | 7.032     |
| 1996 | 8.353     |
| 2004 | 9.196     |
| 2011 | 10.166    |

Quelle: Instituto Nacional de Estadística de Uruguay

## Söhne und Töchter Libertads
- Diego Fernández (* 1977), Radsportler
- Gustavo Figueredo (* 1969), Radsportler
- Víctor Manuel López (* 1971), Fußballspieler